# Yossele the Holy Miser

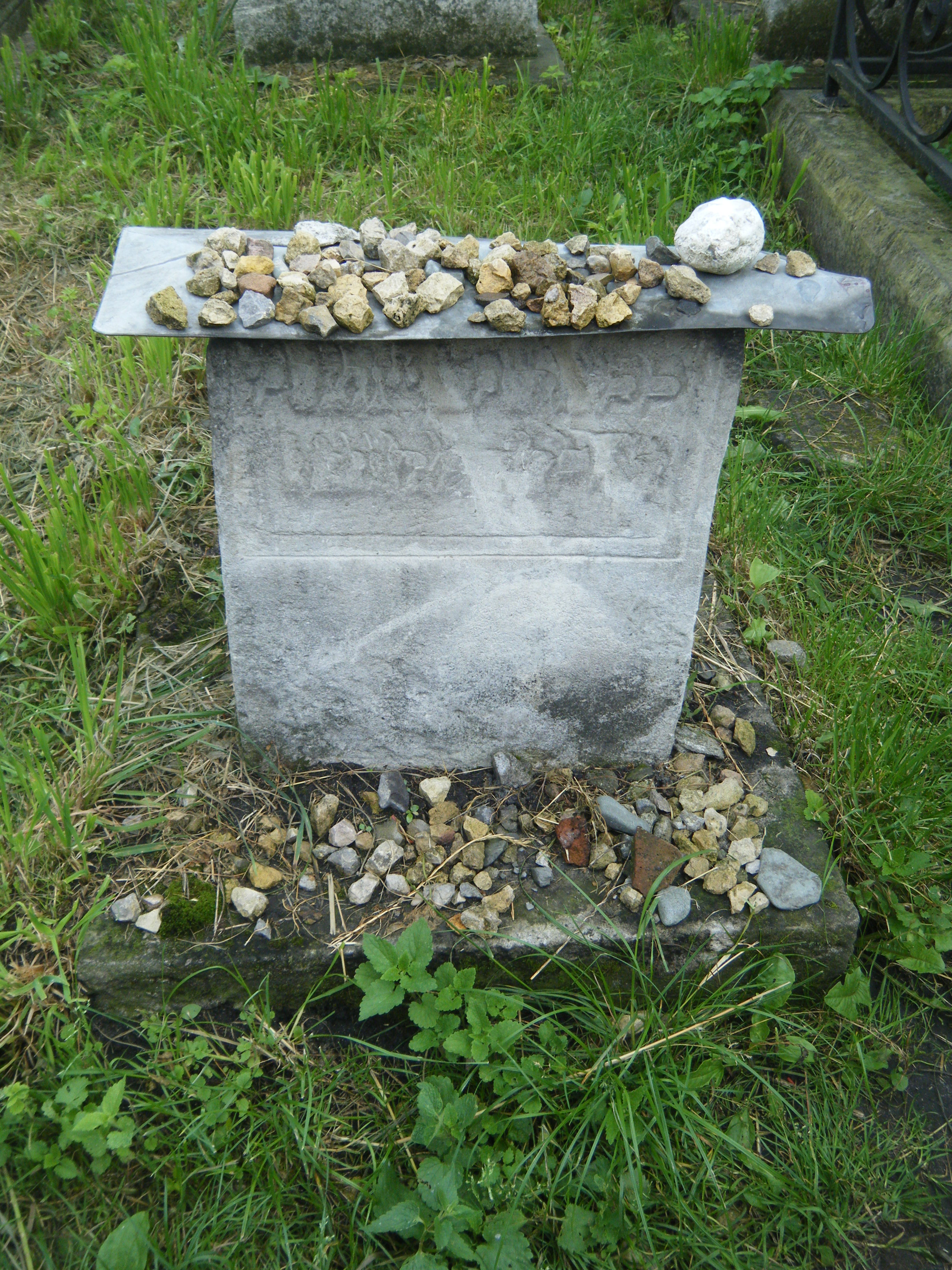
Bia mộ Yossele the Holy Miser, được tìm thấy ở phía sau Nghĩa trang Remuh, ngay bên cạnh mộ của Giáo sĩ Yom-Tov Lipmann Heller. Hàng chục viên đá được tìm thấy trên bia mộ của ông chính là một dấu ấn của sự tưởng nhớ và kính trọng trong truyền thống Do Thái.

Yossele the Holy Miser (Tạm dịch: Thánh Keo kiệt Yossele) là một người Do Thái sống ở Ba Lan thời trung cổ ở khu phố Do Thái Kazimierz, Kraków. Đây là một nhân vệt mặc dù bên ngoài tỏ ra là con người keo kiệt nhưng ẩn giấu bên trong là sự hào phóng. Ông là nhân vật chính trong một câu chuyện nổi tiếng thuộc về văn hóa dân gian Do Thái. Đại ý của câu truyện là nhắc nhở về tính ẩn danh, không màng danh lợi trong quá trình làm từ thiện (tzingakah). Bia mộ của Yossele nằm tại Nghĩa trang Remah của Kraków, ngay bên cạnh mộ của Giáo sĩ Yom-Tov Lipmann Heller.

## Truyện dân gian Do Thái
Theo cốt truyện của truyền thuyết, Yossele là người Do Thái giàu nhất ở Kraków trong thế kỷ 17. Ông mang biệt danh "Miser" (keo kiệt) bởi vì người đời luôn chửi rủa vì thói keo kiệt và từ chối tzingakah (đi từ thiện) mặc dù ông rất giàu. Khi Yossele qua đời, người dân thị trấn này kinh thường đến nỗi từ chối chôn cất thi hài của ông trong nhiều ngày. Quá khinh miệt, cuối cùng người dân chôn cất ông ở phía sau nghĩa trang, một khu vực thường dành cho những người ăn xin và những người bị xã hội ruồng bỏ.
Trong vòng một tuần sau cái chết của Yossele, những sự kiện kỳ lạ bắt đầu xuất hiện trong thị trấn. Tất cả những người nghèo bắt đầu cầu xin giáo sĩ địa phương tìm hiểu xem tại sao khoản trợ cấp hàng tuần mà họ thường xuyên nhận được từ một nhà hảo tâm ẩn danh đã biến mất. Cuối cùng, giáo sĩ nhận ra rằng chính Yossele là người từ thiện này và hóa ra Yossele là con người vĩ đại mang nhân cách Tzadik (chính trực). Thật vậy, trên bia mộ ông có khắc dòng chữ "haTzadik" (nhân cách tzadik).
Ngay lập tức, giáo sĩ đã chỉ huy toàn bộ thị trấn hội tụ về mộ của Yossele và sám hối. Trên bia mộ có dòng chữ "Yossele the Miser", giáo sĩ đã thêm từ HaTzadik (Tạm dịch: con người chính trực). Theo câu chuyện đó, giáo sĩ là nhà hiền triết nổi tiếng Yom-Tov Lipmann Heller, người yêu cầu được chôn cất bên cạnh Yossele the Miser. Đây là lý do tại sao ngày nay mộ của Giáo sĩ Yom-Tov đáng kính nằm ở phía sau Nghĩa trang Remuh bên cạnh mộ của Yossele.
Câu chuyện trên ca ngợi một trong những nhân cách cao nhất của tzedakah, theo nhà triết học người Do Thái nổi tiếng Maimonides, đó là ẩn danh, không màng danh lợi.